# Gerrit Achterberg

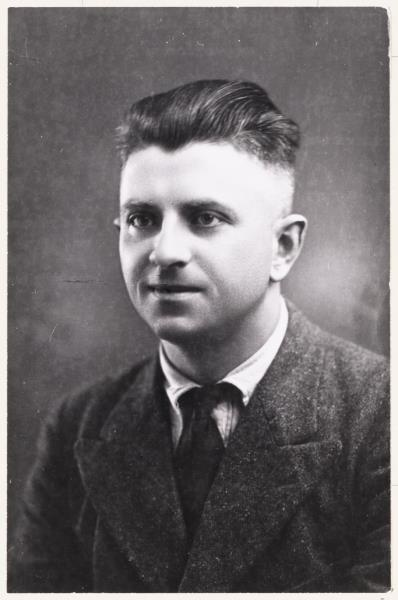
Gerrit Achterberg (1936)

Gerrit Achterberg, född 20 maj 1905 i Langbroek, död 17 januari 1962 i Leusden, var en nederländsk poet.

## Verksamhet
Achterberg har bland annat utgivit en diktsamling som kretsar kring en älskad kvinna, vars död författaren bär på sitt samvete, och som han genom sin poesi försöker återkalla till livet. I den holländska staden Leiden är han ensam om två väggdikter. Kleine kaballistiek voor kinderen uppfördes vid en lekplats redan 1987 på Nooachstraat 2, fem år före stadens egentliga väggdiktprojekt inleddes. Hans Kleine ode aan het water uppfördes senare på Rijnkade 8.

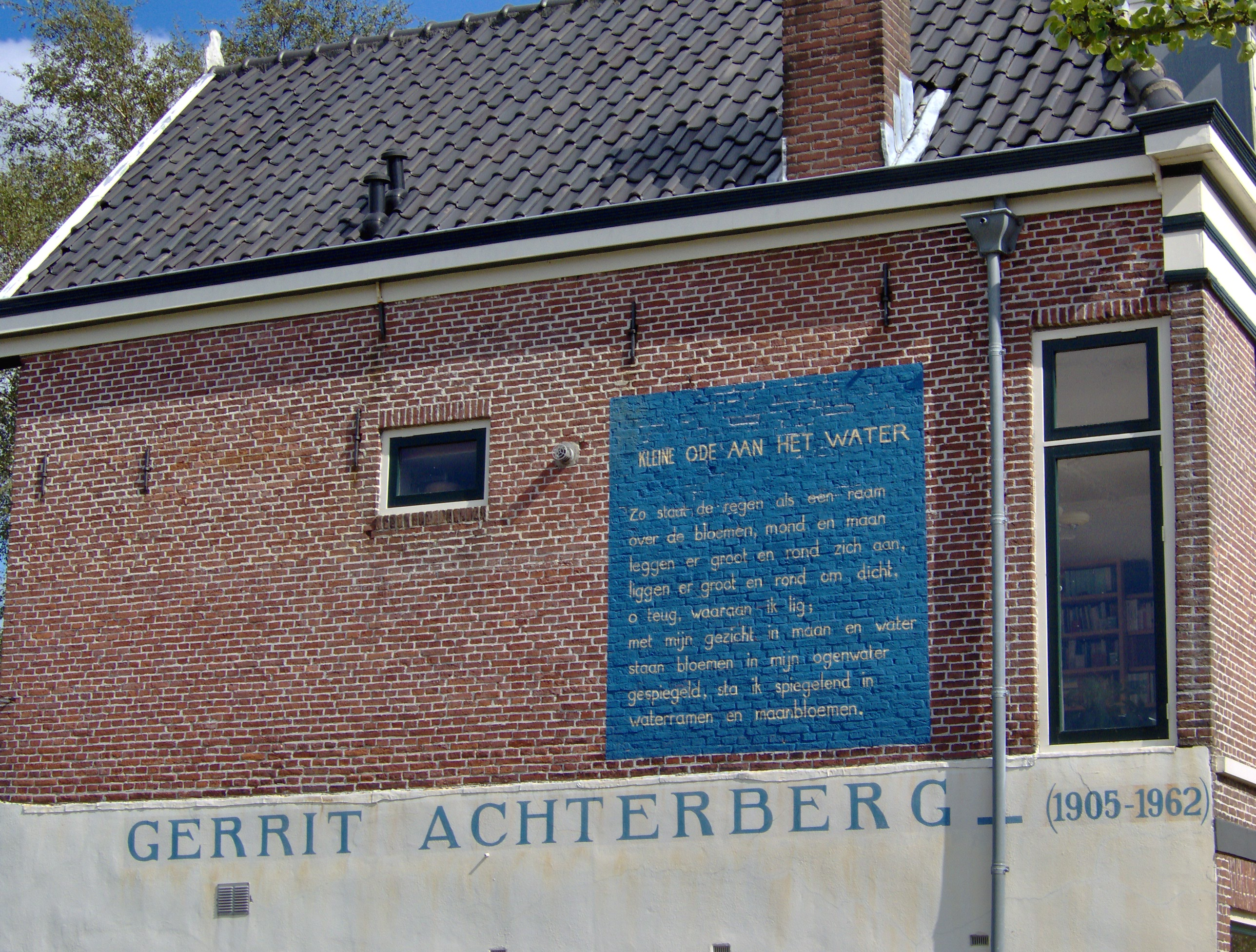
Gerrit Achterbergs Kleine ode aan het water (Litet ode till vattnet) som väggdikt på Rijnkade 8 i Leiden.

### Fotnoter
1. ↑  Uppgifter kring Achterbergs väggdikt Kleine kaballistiek voor kinderen. Arkiverad 13 december 2011 hämtat från the Wayback Machine. muurgedichten.nl
2. ↑  Uppgifter kring väggdikten Kleine ode aan het water i Leiden. muurgedichten.nl